# Черен кракс
Черен кракс (Crax alector) е вид птица от семейство Cracidae. Видът е световно застрашен, със статут Уязвим.

## Разпространение и местообитание
Разпространен е в Бразилия, Венецуела, Гвиана, Колумбия, Суринам и Френска Гвиана.